# Премия искусства «Культурный медальон»
Премия искусства «Культурный медальон» (англ.  Cultural Medallion Arts Award ) – премия за выдающийся вклад в развитие культуры и искусства и литературы в Сингапуре. Присуждается Национальным советом искусств Сингапура ежегодно с 1979. . Вручается президентом страны. Составляет 80 тыс. синг. долл. 

## Лауреаты
В 1979-2019 премией награждены 126 деятелей культуры Сингапура, в том числе поэт Эдвин Надасон Тамбу (1979), художник Ли Хок Мо (1981), художница Джорджет Чен (1982), писатель Го Босен (1982), художник Томас Йео (1984),  танцор и хореограф Го Чу Сан (1986), театральный режиссёр Макс Ле Блонд (1987), поэт и художник Тан Сви Хиан (1987), танцовщица и хореограф Сом Саид (1987), театральный режиссёр Тей Бин Ви (1988), танцовщик и хореограф Э. Динг Йинг (1992), скульптор Хан Сай Пор (1995), поэтесса Дан Йинг (1996),  писатель и художник Абдул Гани Абдул Хамид (1999), писатель Рама Каннабиран (1999),  художник Тан Киан Пор (2001),  писатель М. Элангканнан (2005), композитор Дик Ли (2005), писатель и архитектор Иса Камари (2007), писатель Дж. М. Сали (2012), поэт К.Т.М. Икбал (2014) .